# برود ماوه
برود ماوه (به لهستانی:  Bród Mały) یک روستا در لهستان است که در گمینا سوواوکی واقع شده‌است.